# Финци
Финци (фин. suomalaiset) су балто-фински народ, који претежно живи у Финској, где чини око 93% становништва. Финци су већином протестантске вероисповести, а говоре финским језиком, који спада у балто-финску групу угро-финске породице језика. Финци су у Европу дошли у 1. веку п. н. е.
Финаца укупно има око 5.779.000, од тога у Финској 4.941.000.

## Знаменити Финци
Неки од познатих Финаца су:
- Мика Хекинен, возач Формуле 1
- Јан Сибелијус, композитор
- Сами Хипије, фудбалер
- Кими Рејкенен, рели возач
- Алвар Алто, архитекта
- Еро Саринен, архитекта
- Марти Ахтисари, дипломата